# Parigi-Roubaix 1921
La Parigi-Roubaix 1921, ventiduesima edizione della corsa, fu disputata il 27 marzo 1921, per un percorso totale di 263 km. Fu vinta dal francese Henri Pélissier giunto al traguardo con il tempo di 9h02'30" alla media di 33,662 km/h davanti a Francis Pélissier e Léon Scieur.
Presero il via da Chatou 130 ciclisti, 48 di essi tagliarono il traguardo di Roubaix.

## Ordine d'arrivo (Top 10)
| Pos. | Corridore         | Squadra        | Tempo    |
| ---- | ----------------- | -------------- | -------- |
| 1    | Henri Pélissier   | JB Louvet-Soly | 9h02'30" |
| 2    | Francis Pélissier | JB Louvet-Soly | a 40"    |
| 3    | Léon Scieur       | La Française   | a 42"    |
| 4    | René Vermandel    | -              | a 45"    |
| 5    | Romain Bellenger  | Peugeot        | a 1'55"  |
| 6    | Paul Deman        | -              | a 2'18"  |
| 7    | Hector Tiberghien | -              | a 3'28"  |
| 8    | Félix Goethals    | -              | a 4'45"  |
| 9    | Émile Masson Sr.  | Alcyon-Dunlop  | a 7'55"  |
| 10   | Alfred Steux      | -              | a 8'39"  |